# 吐鲁番轨道交通
吐鲁番轨道交通，为中华人民共和国新疆维吾尔自治区吐鲁番市建设中的轨道交通项目，制式为有轨电车，于2020年7月22日开工。

## 线路
吐鲁番旅游现代有轨电车（一期）含1号线和3号线。吐鲁番旅游有轨电车 1 号线为环线，沿丝绸大道段落为双线，其他段落为单线，均为地面敷设。1号线线路起终点为游客中心，沿丝绸大道、坎儿井路、新城路、老城路、规划路敷设。线路全长 22.590km，共设车站15座，其中换乘站1座，于游客中心站与3 号线换乘；平均站间距1.506km，最大站间距 1.985km，最小站间距 890 m。3 号线为双线，均为地面线。3 号线起于 1号线的游客中心站，终于高铁站；沿丝绸大道、迎宾路、金州路、北京路敷设。线路全长 4.262km，共设车站 4 座，平均站间距 1.064km，最大站间距 1.77km，最小站间距 1km。全线设一处车辆基地，位于葡萄沟景区南侧、丝绸大道与苏公塔路交叉口西南象限地块，占地13.84ha。项目估算总投资为187,363.86万元。

## 历史
2020年1月，吐鲁番市政府提出建议支持吐鲁番旅游现代有轨电车示范项目的请求。同年5月，该项目正式云签约。6月，该项目获自治区发改委批准。同年7月，该有轨电车开工。
2022年1月28日，中招联合招标采购网发布了吐鲁番旅游现代有轨电车（一期）项目车辆和机电总包采购-招标公告。本项目预算约11亿，采购有轨电车24列/96辆。
2022年3月13日，中车株洲电力机车有限公司发布消息称，该公司中标新疆吐鲁番旅游现代有轨电车（一期）项目。这是国内首个新型轨道“产品+”项目，也是中车株机公司产品首次服务吐鲁番地区。
2022年6月7日，新疆吐鲁番西州有轨电车有限公司运营的微信公众号正式启用。